# Cartões de Rafael
Chamam-se Cartões de Rafael ao conjunto das obras do pintor do Renascimento, Rafael realizados entre 1515 e 1516, e a partir das quais se criaram as tapeçarias para cobrir as paredes da Capela Sistina de Roma.
As obras celebram os Actos dos Apóstolos e são uma encomenda do Papa Leão X. As tapeçarias foram tecidas no estúdio de Pieter Coecke van Aelst em Bruxelas e são feitas de lã, seda e ouro. As últimas tapeçarias foram expedidas para Roma alguns meses depois da morte de Rafael.
O inventário feito depois da morte de Leão X faz referência a um conjunto de dez obras chamada de Scuola Vecchia.
Os cartões voltaram para Roma mas por terem sido duplicados em Bruxelas permitiram a sua reedição para diferentes monarcas. Assim certas cópias existem em Mântua e Madrid.
Em 1623 o conjunto das sete obras existentes foi comprado em Génova por Carlos I de Inglaterra e faz parte da colecção Real. Estão conservada no Museu Vitória e Alberto de Londres.
Para celebrar a visita do Papa Bento XVI ao Reino Unido em 2010, o Vaticano emprestou quatro tapeçarias ao Museu Vitória e Alberto e foram expostas ao lado dos desenhos originais.

## O tema e a obra
As cenas da vida de São Pedro são tiradas dos Evangelhos enquanto as referentes a São Paulo o são das suas próprias paulinas e dos escritos de São Jerónimo:
- A vida de Pedro
  - A pesca Milagrosa ou A multiplicação dos peixes (João 21:1–14)
  - Jesus dá a chave do paraíso a Pedro (Mateus 16:16–19)
  - A cura do estropiado (Atos 3:1–8)
  - A morte de Ananias (Atos 5:1–10)

- A vida de Paulo
  - São Paulo a pregar em Atenas (Atos 17:16–34). A personagem de pé ao lado esquerdo com um boné vermelho é um retrato de Leão X
  - A conversão do procônsul Sérgio Paulo ou da cegueira de Elimas (Atos 13:6–12)
  - O sacrifício de Listra (Atos 14:14)
  - A lapidação de Santo Estêvão (sem cartão) e durante o qual Paulo estava presente antes da sua conversão.
  - A conversão de São Paulo (sem cartão)
  - São Paulo na prisão (sem cartão)

## Os sete cartões

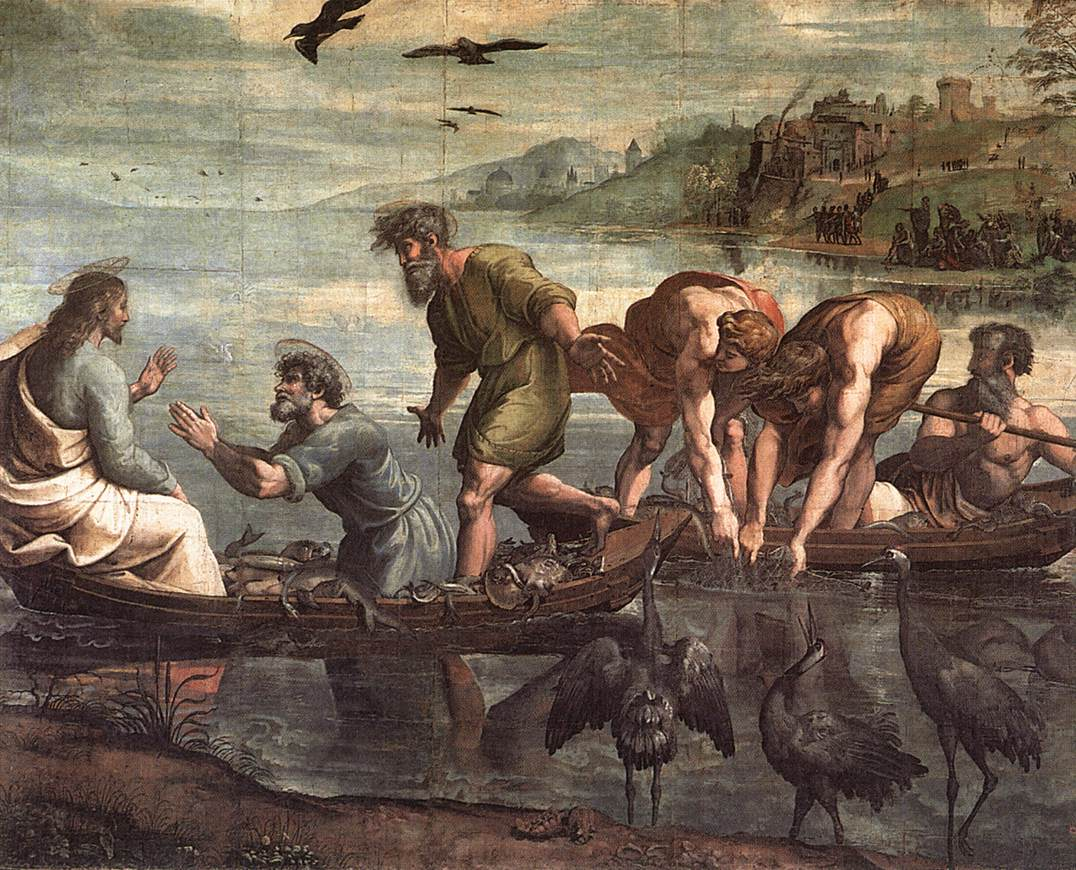
1) A pesca milagrosa
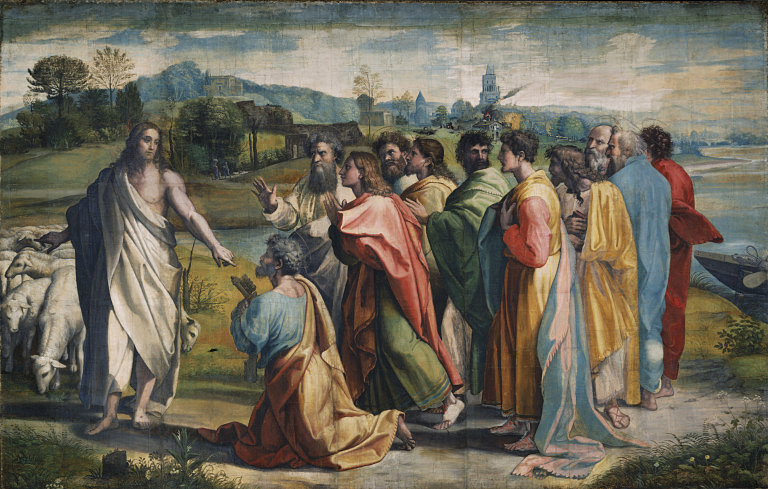
2) Jesus dá a chave do paraíso a Pedro
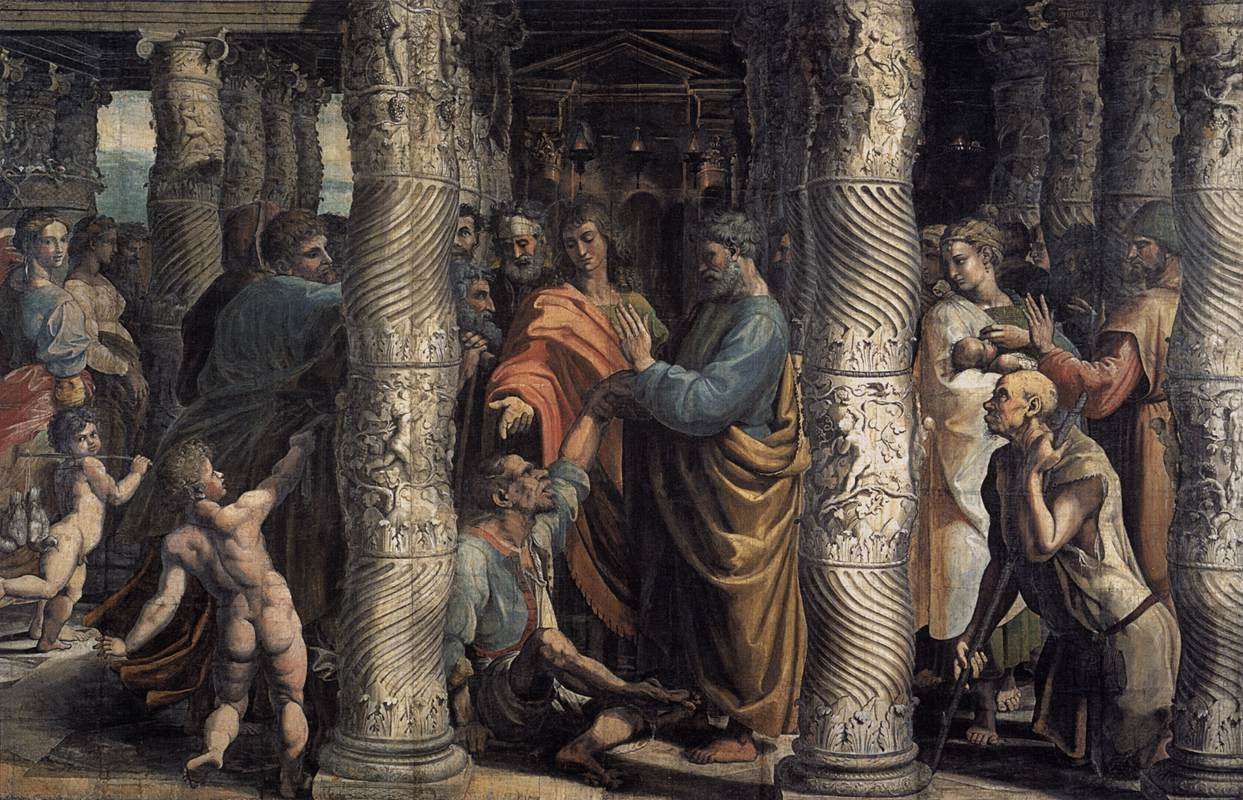
3) A cura do estropiado
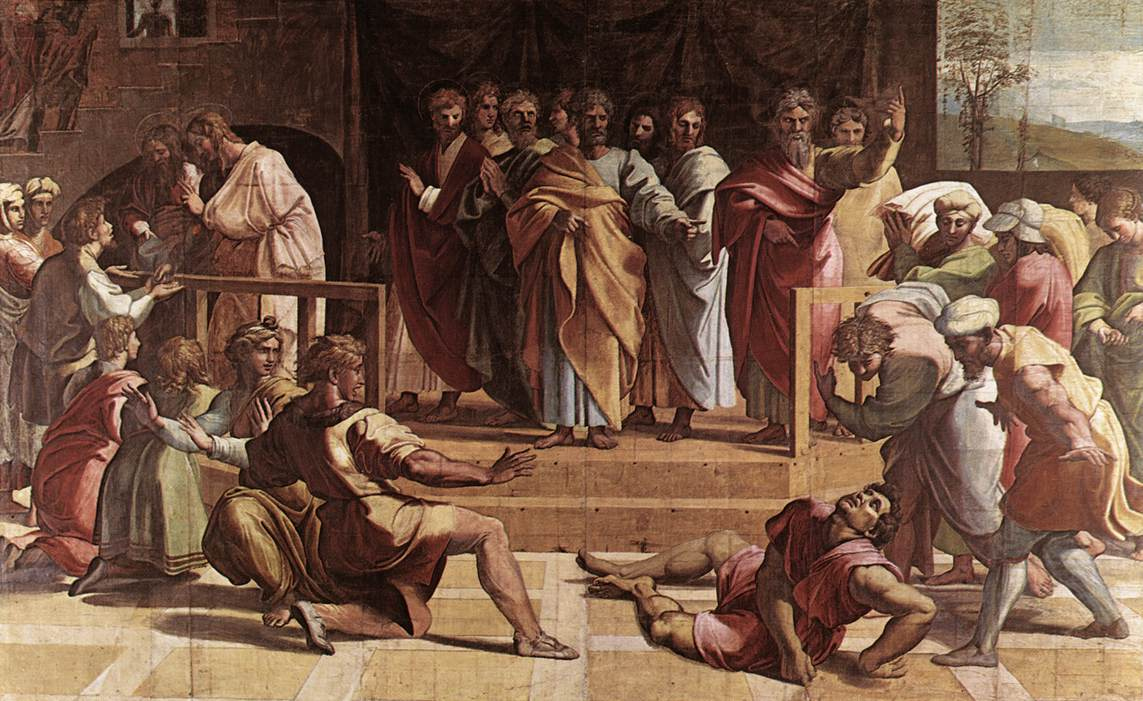
4) A morte de Ananias
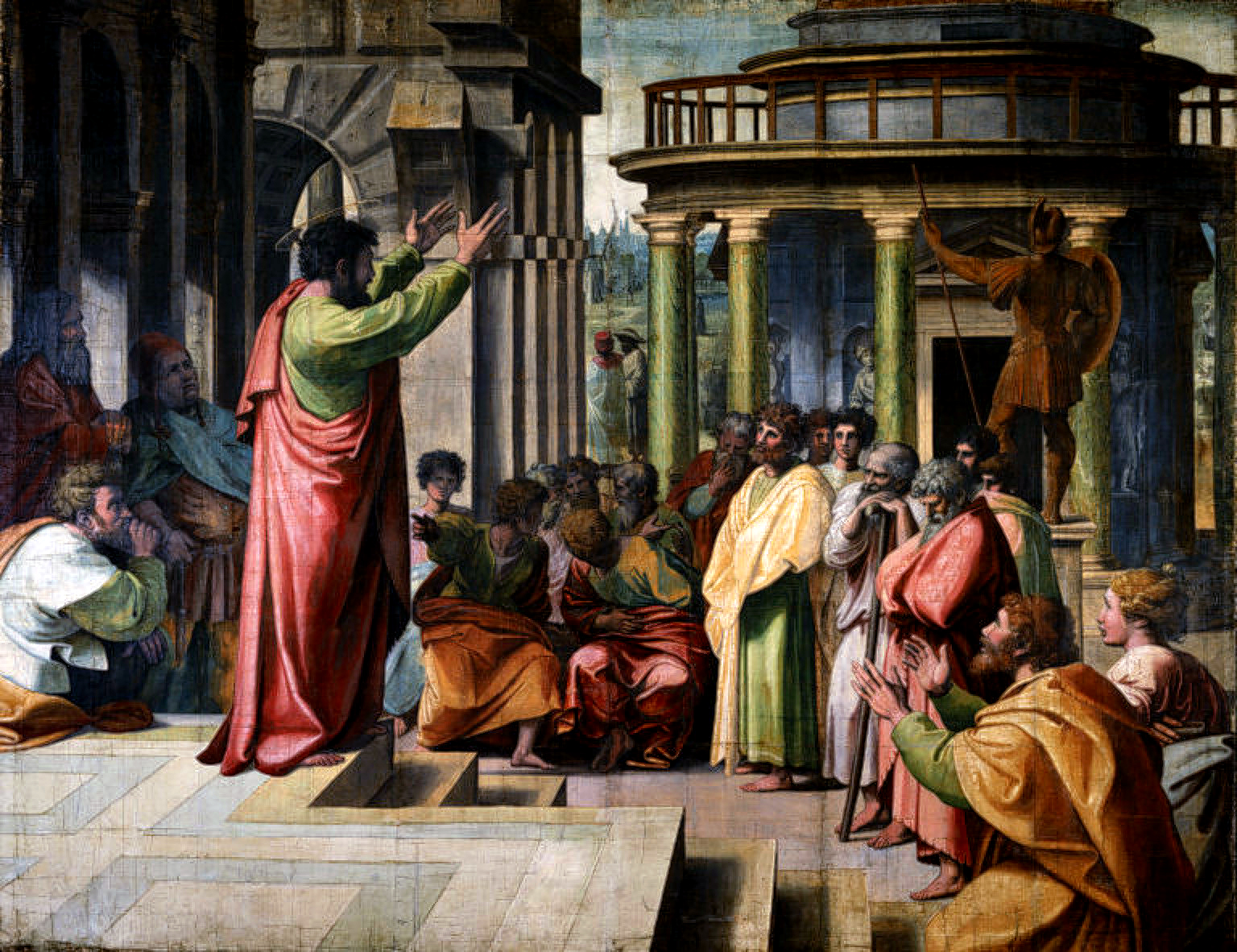
5) São Paulo a pregar em Atenas
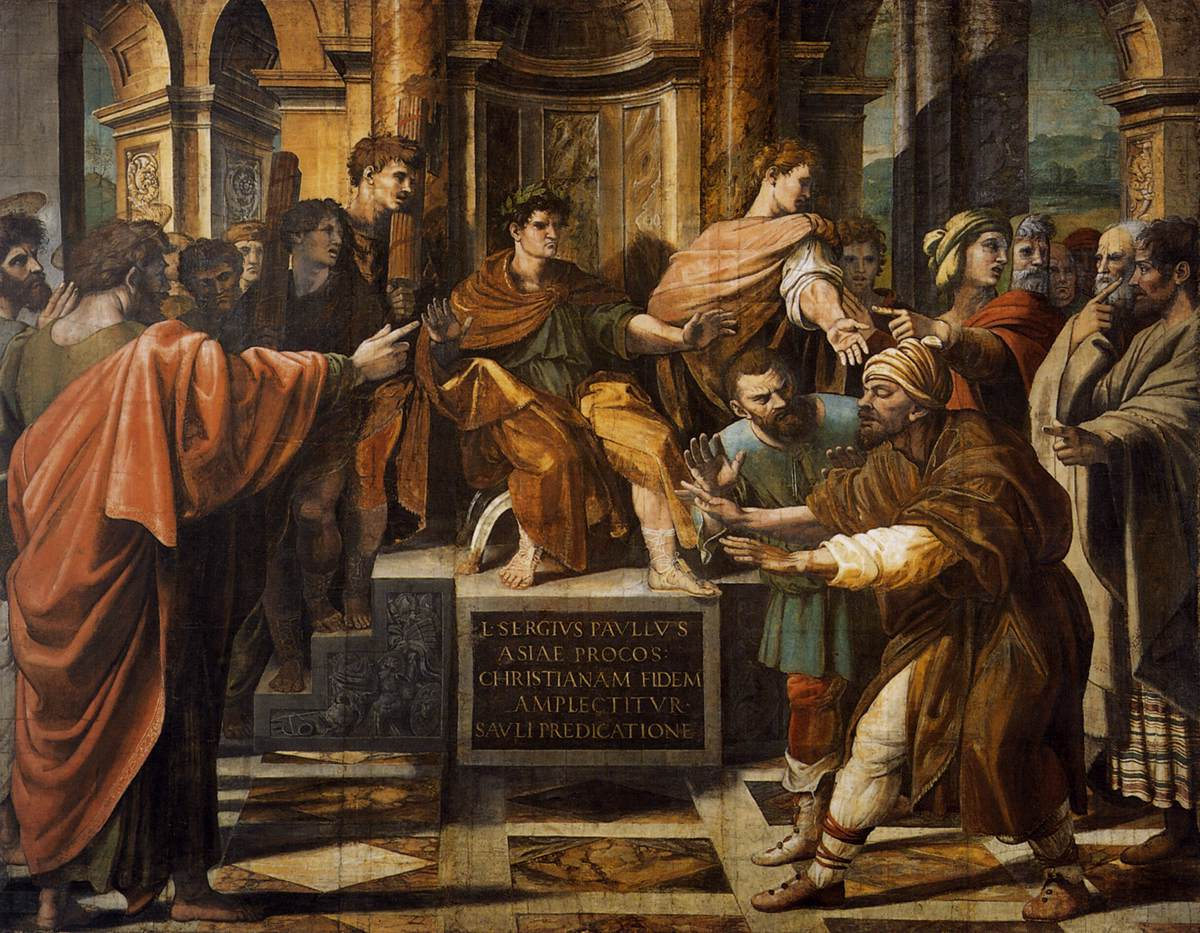
6) A conversão do procônsul Sérgio Paulo
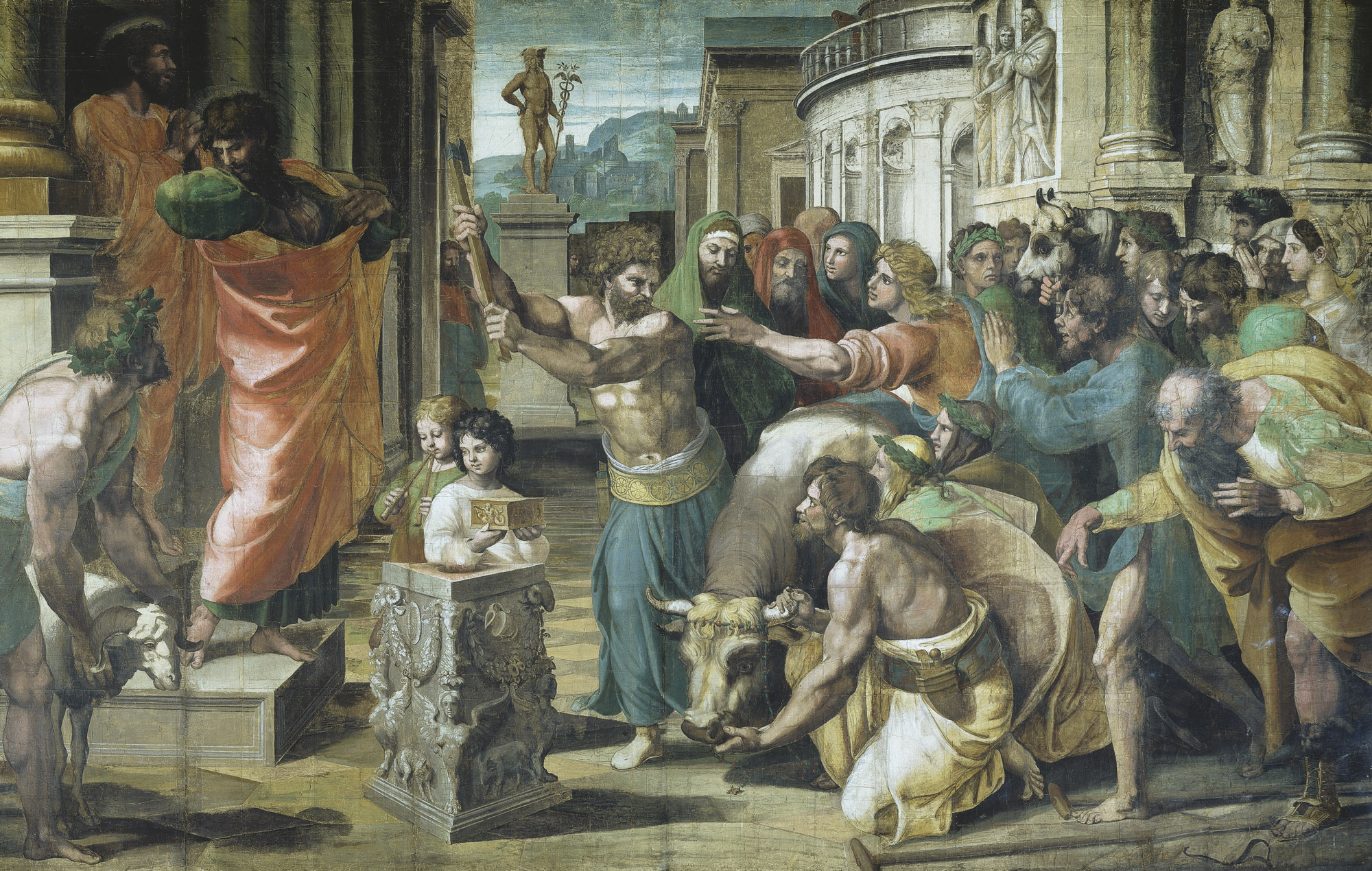
7)  O sacrifício de Listra